# Przejście graniczne Mostowice-Orlické Záhoří
Przejście graniczne Mostowice-Orlické Záhoří – polsko-czeskie drogowe i małego ruchu granicznego przejście graniczne położone w województwie dolnośląskim, w powiecie kłodzkim, w gminie Bystrzyca Kłodzka, zlikwidowane w 2007.

## Opis
Drogowe przejście graniczne Mostowice-Orlické Záhoří z miejscem odprawy granicznej po stronie czeskiej w miejscowości Orlické Záhoří zostało utworzone 10 stycznia 2005. Czynne było całą dobę. Dopuszczone był ruch pieszych, rowerzystów, motocykli, samochodów osobowych i samochodów ciężarowych zarejestrowanych w Polsce i Czechach o dopuszczalnej ładowności do 3,5 tony, z wyłączeniem ładunków niebezpiecznych.
Przejście graniczne małego ruchu granicznego Mostowice-Orlické Záhoří Zostało utworzone 19 lutego 1996. Czynne było w godz. 6.00–22.00. Dopuszczony był ruch pieszych, rowerzystów, motorowerami o pojemności skokowej silnika do 50 cm³ i transportem rolniczym. Odprawę graniczną i celną wykonywały organy Straży Granicznej. Kontrolę graniczną osób, towarów i środków transportu wykonywała Strażnica SG w Lubawce.
21 grudnia 2007 na mocy układu z Schengen przejścia graniczne zostały zlikwidowane.
Do przejść granicznych po polskiej stronie, można było dojechać drogą wojewódzką nr 389 (Autostrada Sudecka) i w miejscowości Mostowice do granicy państwa.

## Galeria

Przejście graniczne Mostowice-Orlické Záhoří
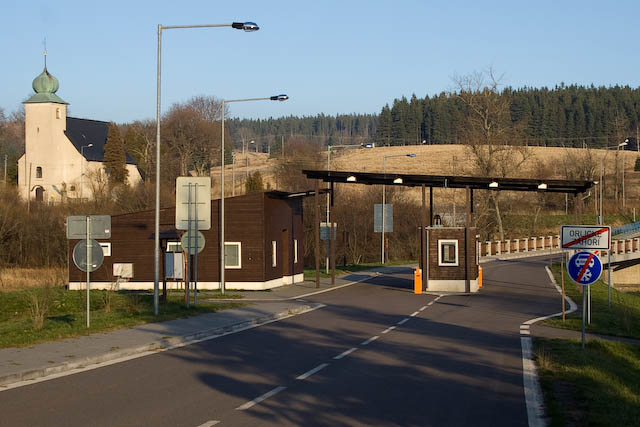
(listopad 2008)
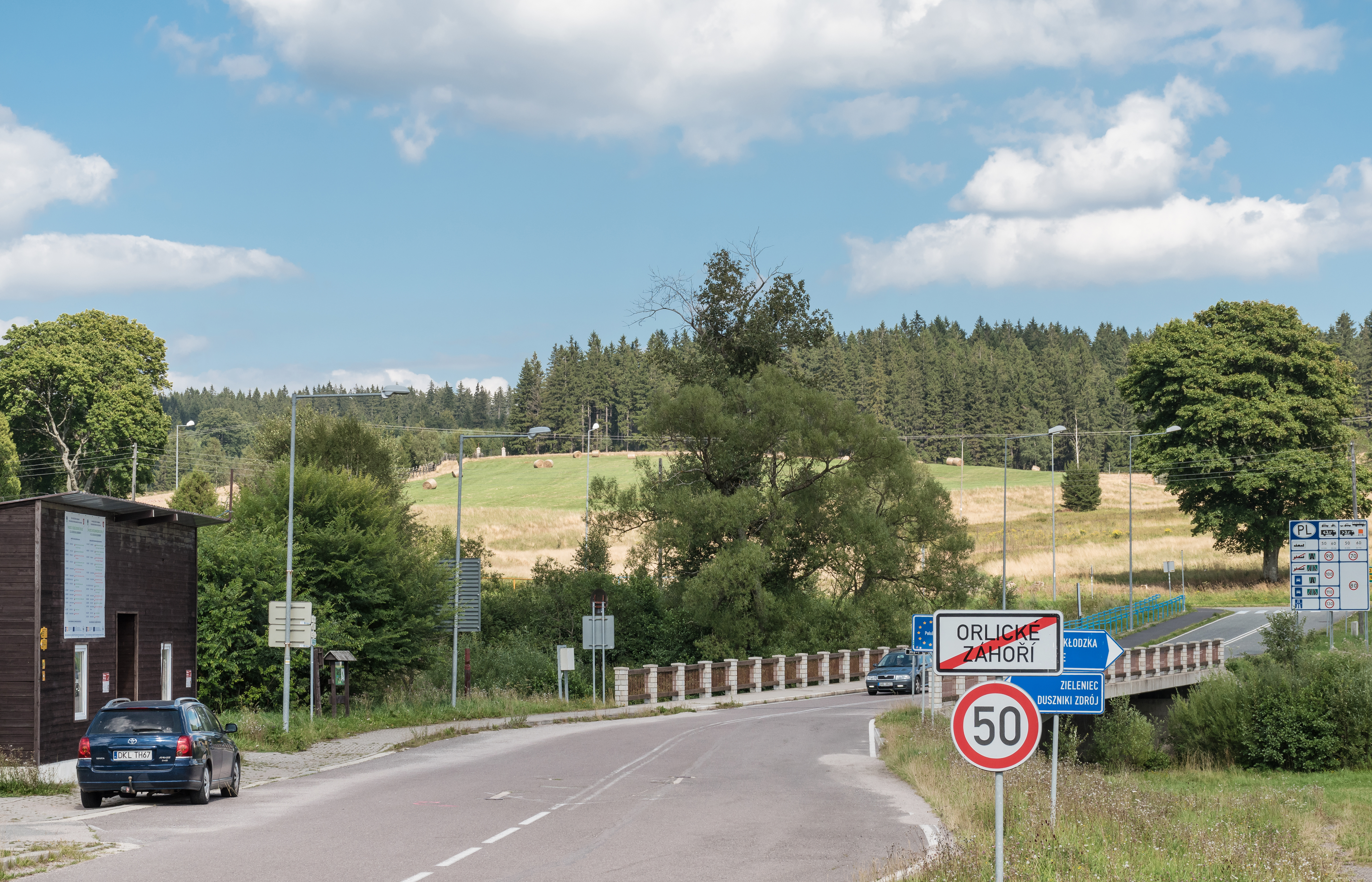
(sierpień 2017)